# Jim Schwartz
Jim Schwartz (Halethorpe, 2 giugno 1966) è un ex giocatore di football americano e allenatore di football americano statunitense, coordinatore della difesa dei Cleveland Browns della National Football League (NFL). Al college giocò con gli Hoyas dell'Università di Georgetown nella posizione di linebacker.

## Carriera come allenatore
Schwartz iniziò la sua carriera come allenatore nella NFL nel 1996 con i Baltimore Ravens come assistente della difesa, fino al 1998.
Nel 1999 passò ai Tennessee Titans come assistente della difesa, poi dalla stagione 2001 divenne il coordinatore della difesa, fino al 2008.
Nel 2009 divenne il 26° capo-allenatore della storia dei Detroit Lions. Chiuse la sua prima stagione con un record pessimo, 2 vittorie e 14 sconfitte. Nel 2011 ottenne 10 vittorie e 6 sconfitte, venne eliminato al Wild Card Game dai New Orleans Saints. Dopo non essersi qualificato ai playoff nelle due stagioni successive, il 30 dicembre 2013 fu licenziato.
Il 24 gennaio 2014 firmò con i Buffalo Bills come coordinatore della difesa.
Il 19 gennaio 2016 fu ingaggiato dai Philadelphia Eagles come coordinatore della difesa. Con gli Eagles vinse il Super Bowl LII nel 2018.
Il 18 gennaio 2023 ha firmato con i Cleveland Browns diventando il loro nuovo coordinatore della difesa.

## Record come capo-allenatore
| Squadra | Anno   | Stagione regolare | Stagione regolare | Stagione regolare | Stagione regolare | Stagione regolare | Playoff | Playoff | Playoff                                            |
| Squadra | Anno   | Vinte             | Perse             | Pareggiate        | Posizione         | Risultato         | Vinte   | Perse   | Risultato                                          |
| ------- | ------ | ----------------- | ----------------- | ----------------- | ----------------- | ----------------- | ------- | ------- | -------------------------------------------------- |
| DET     | 2009   | 2                 | 14                | 0                 | 4° NFC North      | no playoff        | -       | -       | -                                                  |
| DET     | 2010   | 6                 | 10                | 0                 | 3° NFC North      | no playoff        | -       | -       | -                                                  |
| DET     | 2011   | 10                | 6                 | 0                 | 2° NFC North      | -                 | 0       | 1       | Uscì al Wild Card Game contro i New Orleans Saints |
| DET     | 2012   | 4                 | 12                | 0                 | 4° NFC North      | no playoff        | -       | -       | -                                                  |
| DET     | 2013   | 7                 | 9                 | 0                 | 3° NFC North      | no playoff        | -       | -       | -                                                  |
| Totale  | Totale | 29                | 51                | 0                 | -                 | -                 | 0       | 1       | -                                                  |